# Listenburgo
Listenburgo é um país fictício criado como tema de um meme da internet em outubro de 2022, que o retrata como uma extensão da Península Ibérica . O utilizador francês do Twitter, Gaspard Hoelscher, partilhou um mapa adulterado da Europa com uma seta vermelha apontando para o contorno de um país colado adjacente a Portugal e Espanha, e brincou que os americanos não conseguiriam nomear o país.
A nação inexistente se tornou viral nas redes sociais, com algumas grandes marcas, políticos nacionais e organizações oficiais acompanhando a piada.